# حارة بير الشائف (صنعاء)
حارة  بير الشائف هي إحدى حارات حي الثورة بمديرية الثورة إحد مديريات العاصمة اليمنية صنعاء، بلغ تعداد سكانها 3938 نسمة حسب تعداد اليمن لعام 2004.